# 佐々木空
佐々木 空（ささき そら、1982年7月8日 - ）は、日本の元AV女優。
趣味・特技:スポーツ 

## 略歴
- 2002年 - 『Premium』でAVデビュー。
- 2004年 - 引退。

## 出演作品
2002年
- Premium（3月31日、トライハート）
- LOVE BALLAD（4月30日、トライハート）
- 佐々木空のCosplasshion（5月25日、トライハート）
- 女教師の秘密（6月21日、トライハート）
- タマにはしゃぶりたい（7月24日、トライハート）
- 渚のロコモーション（8月10日、KUKI）
- 凶暴なアドレナリン（9月28日、マルクス兄弟）
- 恥辱の家庭教師 3（10月11日、シネマジック）
- 裏女尻（11月26日、アリスJAPAN）
- 佐々木空のセルDEBUT（12月1日、MOODYZ）

2003年
- 佐々木空がいろんなコスプレで疲れたアナタを癒したげるよ。（1月1日、MOODYZ）
- キャンペーンガール狩り（3月10日、h.m.p）
- 恥育牢（3月21日、h.m.p）
- Angel（5月8日、アイデアポケット）
- 陵辱コスプレ教室（5月15日、MOODYZ）
- 女子行員強制職場淫姦（6月8日、アタッカーズ）共演:京野真里奈、楠木さやか
- 大学教授 [ザーメン講義とブッカケ模試]（7月3日、ドリームチケット）
- SEX教習所（7月4日、ワープエンタテインメント）
- Back［s］（8月8日、ワープエンタテインメント）
- BLUE SKY（9月5日、トライハート）
- 佐々木空・青山遥・加藤咲良の超高級（本）デート嬢（11月6日、SODクリエイト）共演:青山遥、加藤咲良
- どちエロ!? 3（11月28日、クロスワールド）共演:菅野つぼみ
- 中出し（12月26日、桃太郎映像出版）

2004年
- レズ奴隷 2（1月8日、ディープス）共演:月咲舞、蒼吹雪
- 邪露出（2月5日、ナチュラルハイ）
- 強制連行（2月27日、桃太郎映像出版）
- First Break 〜ファーストブレイク〜 淫女の囁き（3月10日、AVS）
- 最後の調教 〜みんなのエロペット・空〜（3月16日、アルファーインターナショナル）
- 爆乳天気予想 VOL.3（3月23日、アルファーインターナショナル）共演:友田真希
- 絶対服従リベンジ4 雌犬調教編2（5月14日、ゴーゴーズ）他出演:姫咲しゅり、皇怜海、灘ジュン、坂下麻衣、涼風杏菜
- 絶対服従リベンジ5 スパンキング・クリップ責め編2（5月14日、ゴーゴーズ）他出演:筒見友、星野桃、姫咲しゅり、星月まゆら、三浦沙耶香、皇怜海、灘ジュン、涼風杏菜
- 絶対服従リベンジ6 水責め・泥水責め編2（5月14日、ゴーゴーズ）他出演:筒見友、星野桃、姫咲しゅり、星月まゆら、三浦沙耶香、皇怜海、灘ジュン、坂下麻衣、涼風杏菜

他